# Campagne d'un milliard d'arbres verts
 (octobre 2023).
La mise en forme du texte ne suit pas les recommandations de Wikipédia : il faut le « wikifier ».
Les points d'amélioration suivants sont les cas les plus fréquents. Le détail des points à revoir est peut-être précisé sur la page de discussion.
- Les titres sont pré-formatés par le logiciel. Ils ne sont ni en capitales, ni en gras.
- Le texte ne doit pas être écrit en capitales (les noms de famille non plus), ni en gras, ni en italique, ni en « petit »…
- Le gras n'est utilisé que pour surligner le titre de l'article dans l'introduction, une seule fois.
- L'italique est rarement utilisé : mots en langue étrangère, titres d'œuvres, noms de bateaux, etc.
- Les citations ne sont pas en italique mais en corps de texte normal. Elles sont entourées par des guillemets français : « et ».
- Les listes à puces sont à éviter, des paragraphes rédigés étant largement préférés. Les tableaux sont à réserver à la présentation de données structurées (résultats, etc.).
- Les appels de note de bas de page (petits chiffres en exposant, introduits par l'outil «  Source ») sont à placer entre la fin de phrase et le point final[comme ça].
- Les liens internes (vers d'autres articles de Wikipédia) sont à choisir avec parcimonie. Créez des liens vers des articles approfondissant le sujet. Les termes génériques sans rapport avec le sujet sont à éviter, ainsi que les répétitions de liens vers un même terme.
- Les liens externes sont à placer uniquement dans une section « Liens externes », à la fin de l'article. Ces liens sont à choisir avec parcimonie suivant les règles définies. Si un lien sert de source à l'article, son insertion dans le texte est à faire par les notes de bas de page.
- La présentation des références doit suivre les conventions bibliographiques. Il est recommandé d'utiliser les modèles {{Ouvrage}}, {{Chapitre}}, {{Article}}, {{Lien web}} et/ou {{Bibliographie}}. Le mode d'édition visuel peut mettre en forme automatiquement les références.
- Insérer une infobox (cadre d'informations à droite) n'est pas obligatoire pour parachever la mise en page.

Pour une aide détaillée, merci de consulter Aide:Wikification.
Si vous pensez que ces points ont été résolus, vous pouvez retirer ce bandeau et améliorer la mise en forme d'un autre article.
 (octobre 2023).
Opération Trillion Arbres verts (Trillion Tree Campaign en anglais) est une campagne mondiale qui vise à planter des arbres pour la Terre [Quand ?]. Elle a pour objectif de sensibiliser les enfants et les adultes aux défis liés au changement climatique et à la justice mondiale. La plantation d'arbres est une action concrète et symbolique qui s'inscrit dans le cadre des efforts pour atténuer l'impact du réchauffement climatique.
La campagne s'inspire de la campagne "Un Milliard d'Arbres".[pas clair] Cette campagne pour planter un milliard d'arbres a été initiée par Wangari Maathai, lauréate du prix Nobel de la paix et fondatrice du mouvement de la Ceinture Verte. Lorsqu'un dirigeant américain a annoncé à la professeure Maathai que son entreprise avait l'intention de planter un million d'arbres, elle a répondu en disant : "C'est formidable, mais en réalité, ce que nous faisons, c'est planter un milliard d'arbres." La campagne a été menée sous le patronage de S.A.S. le Prince Albert II, Prince de Monaco.

## Histoire
En 2006, la Campagne "Un Milliard d'Arbres Verts" a été lancée par le Programme des Nations Unies pour l'environnement (PNUE) en réponse aux défis posés par le changement climatique, ainsi qu'à divers enjeux de durabilité, allant de la disponibilité de l'eau à la perte de biodiversité. L'objectif initial de la campagne était de planter un milliard d'arbres en 2007, un objectif qui a été atteint en novembre de cette année.
Un an plus tard, en 2008, l'objectif de la campagne a été relevé à 7 milliards d'arbres, un objectif qui a été atteint lors de la conférence sur le changement climatique qui s'est tenue à Copenhague, au Danemark, en décembre 2009,. Trois mois avant la conférence, le seuil des 7 milliards d'arbres plantés a été franchi,. En décembre 2011, après que plus de 12 milliards d'arbres avaient été plantés, le PNUE a officiellement transféré la gestion du programme au Fonds Arbres pour la Planète, une fondation à but non lucratif basée à Tutzing, en Allemagne.
En 2016, plus de 14,2 milliards d'arbres avaient été plantés dans le cadre de la Campagne "Un Milliard d'Arbres". Cette campagne invite tous les individus, pays et entreprises à participer et accepte toutes les contributions en faveur de la plantation d'arbres.
L'arbre de la Campagne Milliard a été transféré au Fonds Arbres pour la Planète en décembre 2011, une organisation qui a ensuite rejoint la Campagne des Milliardaires Arbre en 2007. Cette initiative tire sa force de 40 000 jeunes ambassadeurs qui diffusent leur message dans plus de 100 pays. En décembre 2017, à la suite de la découverte de la présence de plus de trois mille milliards d'arbres sur Terre, l'objectif de plantation a été révisé pour atteindre un trillion d'arbres, et ainsi, l'Opération Milliard Arbre est devenue l'Opération Trillion Arbre. On a calculé que cette quantité d'arbres permettrait d'annuler les émissions de CO2 des 10 dernières années et de stocker 160 milliards de tonnes de carbone.

## Réponse
Sous la direction du PNUE et grâce à l'engagement actif de bénévoles et de partenaires, les arbres sont devenus le moteur des initiatives de reboisement à travers le monde. Le premier milliard d'arbres, dont un olivier africain, a été planté en Éthiopie en novembre 2007. Le deuxième milliard d'arbres a été cultivé dans le cadre de l'initiative agroforestière du Programme alimentaire mondial des Nations unies. Par la suite, l'objectif de la campagne a été relevé à sept milliards d'arbres. En 2009, le PNUE a lancé une mobilisation mondiale sur Twitter pour promouvoir une campagne de reboisement sur le site web www.twitter.com/UNEPandYou. Le PNUE a pris l'engagement de planter un arbre pour soutenir l'initiative "Un milliard d'arbres" à l'occasion de la Journée mondiale de l'environnement, du 5 mai 2009 au 5 juin 2009. La campagne a connu un grand succès, avec plus de 10 300 personnes qui ont suivi la page UNEPandYou au cours du week-end.
L'Organisation mondiale du mouvement scout s'engage également dans la plantation d'arbres, en accord avec son mandat de recherche et de protection de la nature, menant des initiatives de reboisement dans plusieurs pays.
Les missions de maintien de la paix des Nations Unies ont également pris part à cette campagne en plantant des arbres dans le cadre de leurs opérations au Timor oriental, en Côte d'Ivoire, au Darfour, au Liban, à Haïti, au Congo et au Liberia.
En novembre 2019, soit 13 ans après le lancement de la campagne, le site web de la Campagne du Trillion d'Arbres avait enregistré la plantation de plus de 13,6 milliards d'arbres dans 193 pays.

## Déclaration du PNUE
« Au moment de revenir sur les plus grands succès de la campagne pour un milliard d'arbres, ce qui frappe le plus n'est pas son étendue, mais sa portée. Des individus du monde entier ont participé avec un enthousiasme contagieux, plantant des arbres au sein de leurs propres communautés. » — Achim Steiner, directeur exécutif du PNUE.